# Trump International Hotel and Tower (Bacu)
 O Trump International Hotel & Tower Bacu é um condo-hotel inacabado de 33 andares localizado no distrito de Nasimi, em Bacu, no Azerbaijão. A construção começou em 2008, quando o projeto foi inicialmente planejado como um prédio de apartamentos. O projeto é de propriedade da Baku XXI Century, uma empresa afiliada a vários membros da família Mammadov, que foi descrita como tendo reputação de corrupção.
O empresário Donald Trump se envolveu com o projeto inacabado em maio de 2012, através de sua empresa, The Trump Organization. Trump anunciou seu envolvimento com o projeto em novembro de 2014, com planos de abrir o edifício como propriedade de hotel e condomínio em junho de 2015. A construção foi adiada em 2015 e o projeto permaneceu inacabado. Depois que Trump anunciou sua candidatura à presidência dos EUA nas eleições de 2016, várias organizações de notícias relataram seu envolvimento com o projeto, que levantou questões sobre uma possível corrupção envolvendo a família Mammadov.

## História

### Início
O projeto foi anunciado como um prédio de apartamentos em 2008, a ser construído ao longo de uma estrada chamada Heydar Aliyev Prospekti, em Baku, Azerbaijão. Grande parte da propriedade do novo projeto foi ocupada por inúmeras casas. O orçamento original do projeto era de US$ 195 milhões, embora o preço tenha aumentado após várias revisões de design. O projeto foi inicialmente projetado por um arquiteto local, e seu design original incluía um telhado semelhante aos espigões de uma coroa. Pierre Baillargeon e Mixity Design, sua empresa de arquitetura com sede em Londres, redesenharam o projeto e removeram o aspecto do teto da coroa.  A estrutura foi projetada como um edifício curvo para se parecer com uma vela, semelhante ao Burj Al Arab em Dubai.
O projeto é de propriedade da Baku XXI Century, uma empresa fundada por Elton Mammadov, que era membro do parlamento do Azerbaijão e irmão do ministro dos Transportes do Azerbaijão, Ziya Mammadov. Anar Mammadov, filho de Ziya, também esteve envolvido na empresa e no projeto. A construção começou em 2008  e foi realizada pela Garant Holdings, da qual Anar Mammadov foi o fundador e acionista.
Em 2011, os moradores foram informados por cartas do governo local de que suas casas seriam demolidas para dar espaço a um projeto que foi descrito como significativo para o governo. Trinta famílias foram despejadas de suas casas. Um morador recebeu um pagamento do governo de US$ 18.000 para compensar sua casa, que ela calculou valer cinco vezes a quantia paga; ela processou o governo depois de descobrir que uma torre de luxo estava sendo construída na propriedade anteriormente ocupada pelas casas.

### Trump Organization
Em maio de 2012, a empresa do empresário Donald Trump, The Trump Organization, assinou vários contratos com Elton e Anar Mammadov e planejava reformar a torre em uma "propriedade de ultra luxo". Trump também licenciou seu nome para o projeto, que seria nomeado como Trump International Hotel & Tower Baku. Os 13 primeiros andares apresentariam quartos de hotel, enquanto os demais andares da torre de 33 andares seriam usados para condomínios. O hotel deveria ser administrado pela empresa de Trump.
A filha de Trump, Ivanka Trump, supervisionou o desenvolvimento geral do projeto, enquanto Mace, uma empresa de construção com sede em Londres, supervisionou a conversão parcial da torre em um hotel. Ivanka Trump e The Trump Organization estavam intrinsecamente envolvidas na aprovação de projetos para elevar o projeto aos padrões de Trump. Os funcionários da Organização Trump fizeram visitas mensais ao local para aprovar cada nova ordem de serviço no projeto. Embora muitos dos condomínios do projeto tenham sido concluídos no momento do envolvimento de Donald Trump, os funcionários da The Trump Organization tiveram grande parte do interior do edifício destruído e reconstruído. Vários elevadores também foram adicionados.
Ivanka Trump visitou a propriedade em outubro de 2014. Donald Trump anunciou publicamente o projeto em 6 de novembro de 2014, com planos de inaugurá-lo em junho de 2015 como a próxima propriedade da Trump Hotel Collection. O projeto apresentaria 72 residências "ultra-luxuosas", 40 apartamentos com serviço, 30 suítes e 119 quartos de hotel. As residências iriam varia de 84 metros quadrados a 890 metros quadrados. O lobby residencial apresentaria vidro em folha de ouro, enquanto o hotel incluiria um salão de baile de 500 metros quadrados, 147 metros de espaço comercial, um bar de champanhe, um restaurante e um spa com várias piscinas.

### Demora
Em 2015, a Organização Trump enviou à família Mammadov vários avisos de inadimplência devido a atrasos nos pagamentos relacionados ao projeto. Em julho de 2015, uma porta-voz do hotel disse que o projeto seria aberto até o final do ano. O edifício foi removido do site da Trump Hotel Collection em setembro de 2015. Em março de 2016, a Organização Trump declarou que "devido ao atraso do desenvolvedor em determinados marcos da construção, o projeto está atualmente suspenso e não está sendo comercializado ativamente". Um incêndio ocorreu dentro do prédio em 11 de agosto de 2016.
Depois que Trump foi eleito presidente dos EUA, a Organização Trump encerrou sua afiliação ao projeto não aberto em 30 de novembro de 2016, mais de um ano após o atraso na construção.  A decisão foi anunciada em 15 de dezembro de 2016. Alan Garten, diretor jurídico da Organização Trump, descreveu a decisão como "limpeza doméstica" antes da administração presidencial de Trump. Na época, um funcionário do projeto disse que o edifício tinha dois terços da obra e que seria inaugurado em breve; um guarda de segurança na torre acreditava que o edifício estaria pronto em fevereiro de 2017.
Em dezembro de 2016, o jornalista Adam Davidson visitou a propriedade e depois escreveu que "da estrada parece pronto para receber o público. Chegar à propriedade é surpreendentemente difícil; a torre fica em meio a uma série de rampas e viadutos ". Davidson descreveu o projeto como um "local estranhamente sem glamour", a quilômetros de distância do principal distrito comercial e cercado por trilhos de trem, um shopping com desconto e hotéis de baixo orçamento. Em março de 2017, foi relatado que o interior do hotel estava quase terminado quando a construção parou.  O edifício não aberto pegou fogo novamente em 28 de abril de 2018, quando ocorreu um incêndio no 18º andar. Queimou por três horas antes de ser controlado e foi seguido por um segundo incêndio naquela noite que também foi apagado. A causa dos incêndios era desconhecida e sob investigação.